# بورینکوئن ایر
بورینکوئن ایر (به انگلیسی: Borinquen Air) یک شرکت هواپیمایی با کد یاتا FD است که در تاریخ ۱۹۶۱ میلادی تأسیس شده است. دفتر مرکزی بورینکوئن ایر در سان خوآن، پورتوریکو واقع شده‌است و قطب این شرکت هواپیمایی در فرودگاه بین‌المللی لوئیز مونز مارین قرار دارد.